# شیلینگتون، بدفوردشر
شیلینگتون (به انگلیسی: Shillington) یک روستا و محله مدنی در بریتانیا است که در Central Bedfordshire واقع شده‌است. شیلینگتون ۱٫۷۹ کیلومتر مربع مساحت و ۱٬۸۴۲ نفر جمعیت دارد.